# Quilles à lancer droit
Le kilhoù (quilles en breton) lancer droit est un jeu de quilles pratiqué autour des communes de Saint-Pol-de-Léon et de Landivisiau dans le Finistère nord. 
Ce jeu de quilles à lancer droit est inscrit à l’Inventaire du patrimoine culturel immatériel en France.

## Historique
Ce jeu était à l’origine un jeu d'argent, pratiqué en particulier lors des fêtes de village. Une mise était faite et celui qui remportait la partie repartait avec la mise. Mais avec la multiplication des lois réglementant les jeux d’argent, ce système de jeu est devenu interdit, et la pratique du kilhoù lancer droit est tombée en désuétude, son intérêt principal étant perdu. Il reste malgré tout connu de tous en Bretagne.

## Description du jeu
Le jeu de kilhoù lancer droit est un jeu de quille pratiqué à l’extérieur et autrefois réservé aux adultes du fait de son aspect financier. 
Le jeu se compose de 9 quilles de 20 à 25 centimètres de haut disposées au bout d’une planche, sur laquelle doit rouler la boule en bois de 18 centimètres de diamètre lancée par le joueur. Cette planche de 4 à 5 mètres n’est pas directement reliée aux quilles, elle leur est espacée d’environ un mètre. 
La tâche du joueur est de renverser 8 quilles sur les 9 pour remporter la mise autrefois, aujourd’hui une autre récompense, ou pas de butin du tout.